# Странка правде и развоја
Странка правде и развоја (тур. Adalet ve Kalkınma Partisi), позната као AK PARTİ, је политичка странка у Турској. Владајућа је странка у Турској од 2002. Вођа странке је Реџеп Тајип Ердоган.